# لينكولن بي. كول
لينكولن بي. كول هو سياسي أمريكي، ولد في 18 سبتمبر 1918، وتوفي في 28 يوليو 1999. نشط حزبياً في الحزب الجمهوري. وقد انتخب عضو مجلس نواب ماساتشوستس ‏.